# Coleophora benestrigatella
Coleophora benestrigatella é uma espécie de mariposa do gênero Coleophora pertencente à família Coleophoridae.